# Essigmutter

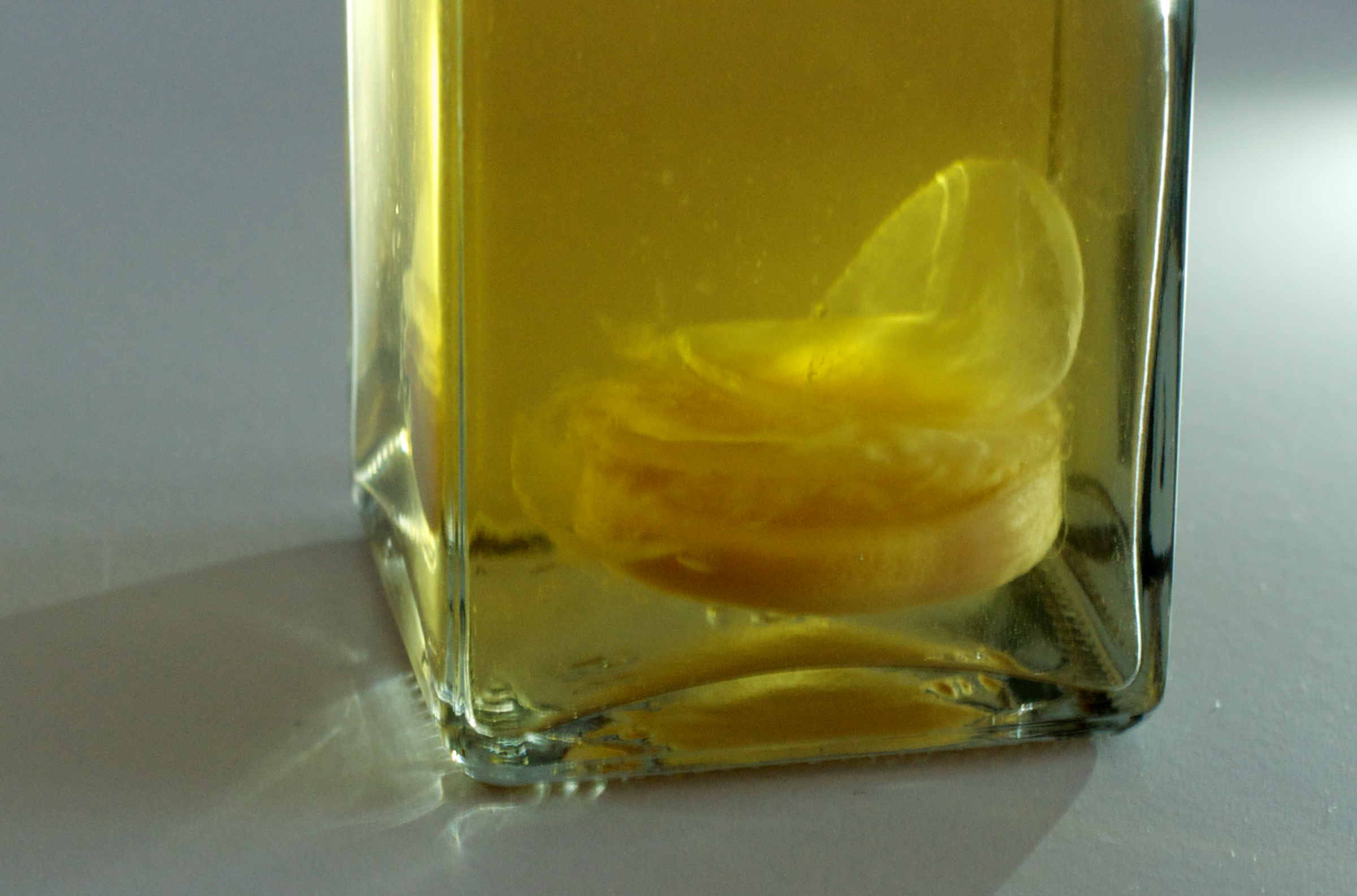
Essigmutter auf dem Grund einer Essigflasche

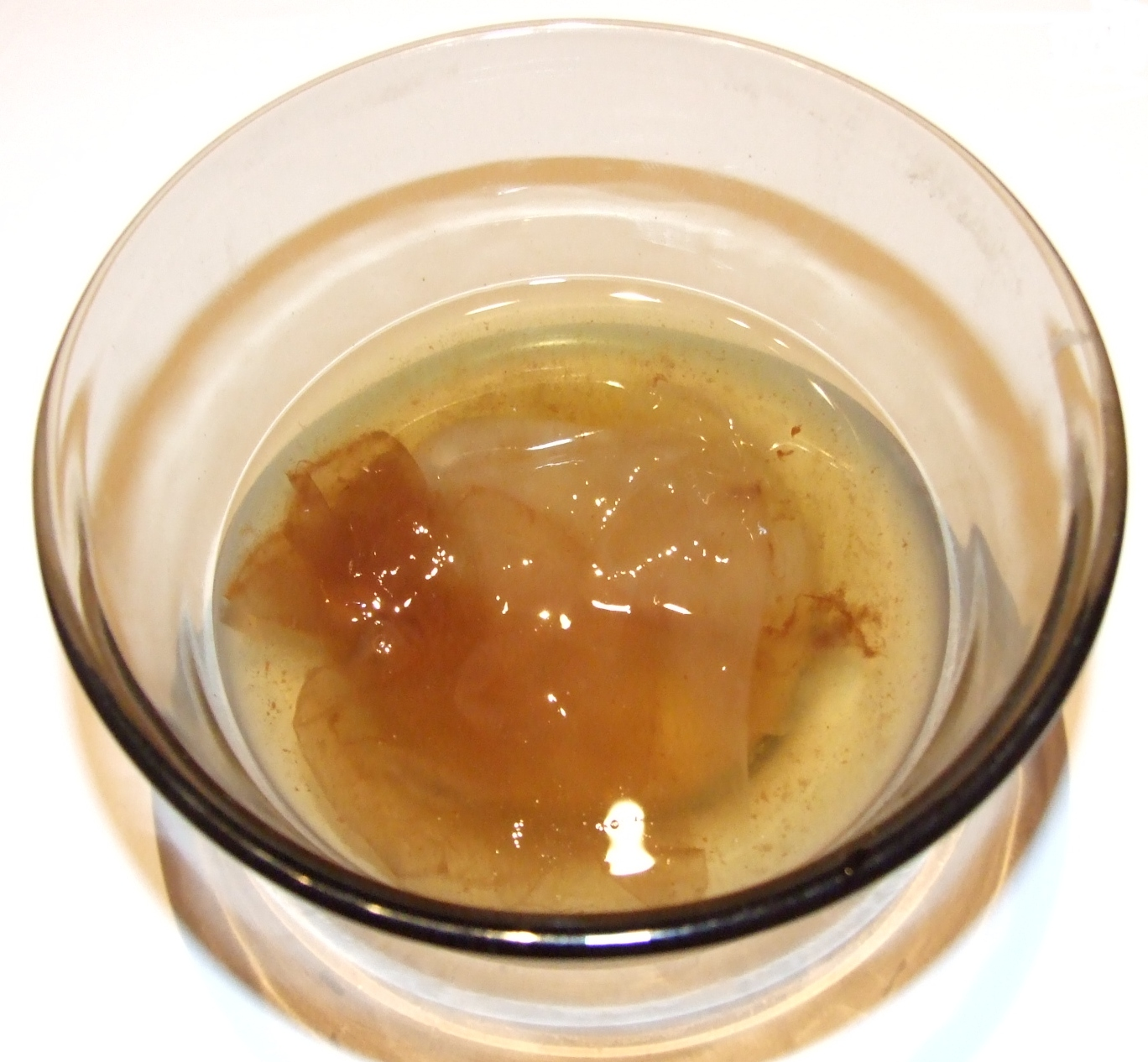
Abgeseihte Essigmutter im Schälchen

Die Essigmutter (auch Essigkahm oder Essigpilz) ist eine gallertartige, Fäden ziehende Masse aus Essigsäurebakterien (Acetobacteraceae), die sich bilden kann, wenn Wein oder andere leicht alkoholhaltige Flüssigkeiten längere Zeit offen stehen gelassen werden. Sie fermentiert Alkohol mit Hilfe von Sauerstoff aus der Luft zu Essigsäure.
In der traditionellen Essigherstellung nach dem Orléans-Verfahren wird Essigmutter verwendet, um die alkoholhaltige Ausgangssubstanz zu „impfen“ und so die Essigsäuregärung zu beschleunigen. Dieses Beimpfen geschieht klassisch durch Essigfliegen (Drosophila). Der eingesetzte Wein sollte möglichst nicht oder nur schwach geschwefelt sein. Im Verlauf der Fermentation produzieren die beteiligten Bakterien u. a. Acetaldehyd als Zwischenprodukt, sodass noch unvollständig umgesetzter Essig einen unangenehm stechenden Geruch aufweisen kann.
Essigmutter kann sich auch in handelsüblichem Essig nachträglich bilden, wenn dieser zum Zeitpunkt der Abfüllung nicht vollständig fermentiert war. Trotz des etwas unästhetischen Erscheinungsbildes ist Essigmutter vollkommen harmlos und kann bedenkenlos mitverzehrt werden.